# Amalrich V. von Montfort
Amalrich V. von Montfort (französisch: Amaury de Montfort; † unklar, spätestens nach 1190) war ein Graf von Évreux aus dem Haus Montfort-l’Amaury. Er war der ältere Sohn von Simon III. von Montfort († 1181), von dem er Évreux erbte.
Amalrich war verheiratet mit Mable von Gloucester, einer Tochter von William FitzRobert, 2. Earl of Gloucester. Ihr einziges Kind war Amalrich VI. von Montfort († vor 1213), Graf von Évreux und Earl of Gloucester.
Amalrichs Todesjahr ist schwer zu ermitteln. Der Chronist Roger von Hoveden nennt für das Jahr 1190 einen Amauri de Montfort als Teilnehmer des dritten Kreuzzugs, der auf Sizilien unter anderem den Bündnisvertrag zwischen Richard Löwenherz und Tankred von Lecce bezeugte. Um welchen Amalrich es sich dabei handelt, ist unklar.

## Belege
1. ↑  The annals of Roger de Hoveden, Vol. 2, hrsg. von Henry T. Riley (1853), S. 165

| Vorgänger  | Amt                    | Nachfolger   |
| ---------- | ---------------------- | ------------ |
| Simon III. | Graf von Évreux 1181–? | Amalrich VI. |

| Personendaten    | Personendaten            |
| ---------------- | ------------------------ |
| NAME             | Amalrich V. von Montfort |
| ALTERNATIVNAMEN  | Amaury V. de Montfort    |
| KURZBESCHREIBUNG | Graf von Évreux          |
| GEBURTSDATUM     | 12. Jahrhundert          |
| STERBEDATUM      | 12. Jahrhundert          |